# Kintarō
Kintarō (金太郎?), cuya traducción habitual es "niño de oro", es un héroe del folclore japonés. Niño de fuerza hercúlea, fue criado por una yama-uba en las alturas del monte Ashigara. Se hace amigo de los animales de la montaña y, más tarde, después de haber capturado a Shutendōji, terror de la región, se convierte en discípulo del samurái Minamoto no Yorimitsu bajo el nombre de Sakata no Kintoki (坂田金時?). Es un personaje popular en los géneros del nō y del kabuki. Se exhiben muñecos Kintarō el día de la fiesta de los niños varones, la Tango no Sekku (端午の節句), para que los niños puedan ser algún día tan fuertes y valientes como Kintarō.

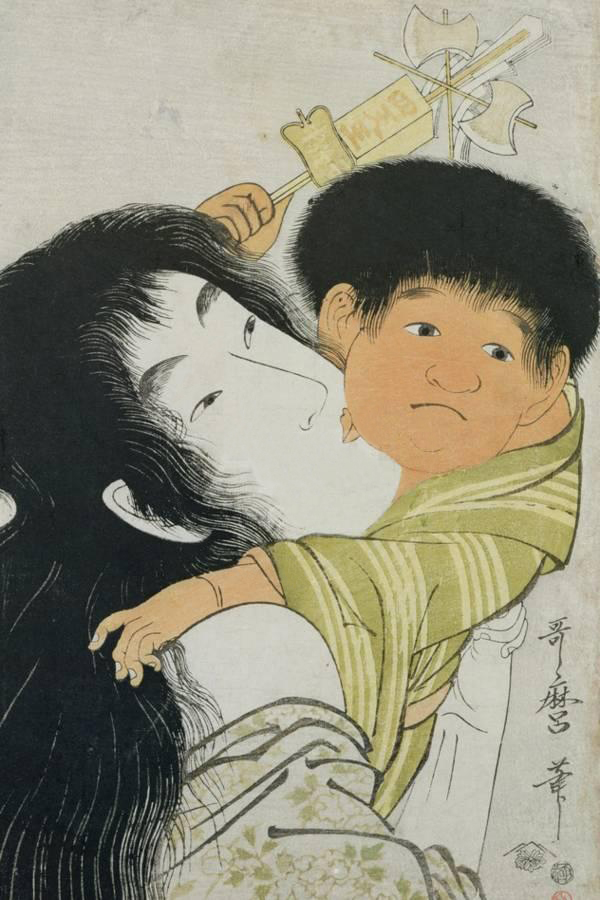
Kintarō y Yama-Uba, por Utamaro Kitagawa.

Se dice que el personaje de Kintarō está basado en la vida de un hombre llamado Sakata no Kintoki, del período Heian, natural de la que hoy en día es la ciudad de Minami-Ashigara. Sirvió de criado para el samurái Minamoto no Yorimitsu y se hizo famoso por sus dotes de guerrero. Sin embargo su leyenda ha cambiado y aumentado con el tiempo.

## Leyenda

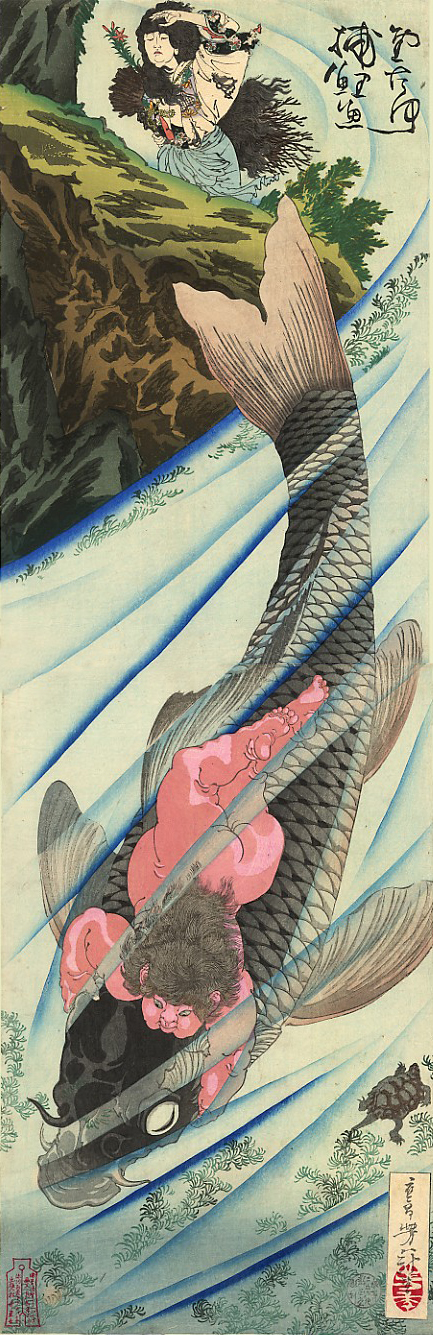
Un joven Kintarō lucha contra una carpa gigante en una obra de Yoshitoshi.

Hay varias leyendas diferentes en lo que se refiere a la infancia de Kintarō. En una de ellas lo cría su madre, la princesa Yaegiri, hija de un hombre rico llamado Shiman-chōja, en el pueblo de Jizodo, cerca del monte Kintoki. En otra leyenda su madre le da a luz en la que hoy en día es la localidad de Sakata, pero debe huir a causa de conflictos entre su marido (un samurái llamado Sakata) y el tío de este. Se instala entonces en los bosques del monte Kintoki para criar a su hijo. Se cuenta también que la verdadera madre de Kintarō lo abandonó, o que murió dejándolo huérfano, y que quien lo crio fue la bruja Yama-uba. Otra versión de la leyenda cuenta que la madre de Kintarō lo crio en el bosque, pero que se volvió tan pálida que se la llamó Yama-uba. En otra versión más fantasiosa, Yama-uba es la madre de Kintarō, y lo concibió mediante un rayo enviado por el dragón rojo del monte Ashigara.

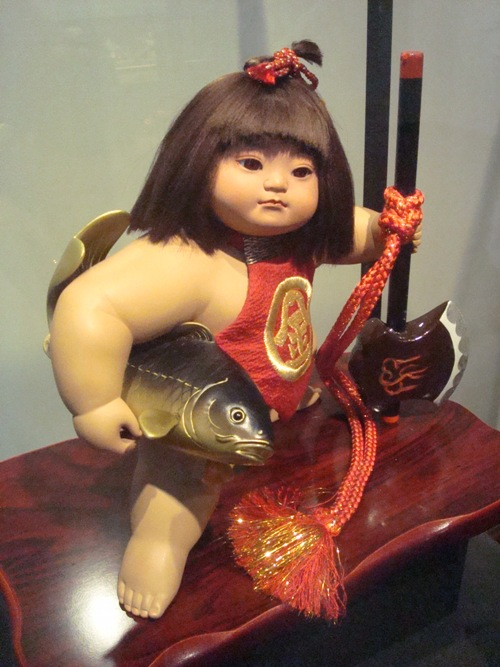
Muñeca japonesa representando a Kintaro. Festival Hina Matsuri. Museo Nacional de Costa Rica, 3 de marzo de 2013.

Todas las leyendas coinciden en el hecho de que Kintarō fue activo e infatigable, rechoncho, de buena salud y vestido únicamente con un babero sobre el que estaba escrito el ideograma chino "oro" (金 kin). Su única otra posesión es un hacha (símbolo chino del trueno). Es autoritario con los otros niños, pero como en la mayor parte de versiones de la leyenda simplemente no hay otros niños en el bosque sus principales amigos son los animales de los montes Kintoki y Ashigara. Dispone de una fuerza descomunal, capaz de reducir rocas a migajas, arrancar árboles de la tierra y manipular sus ramas como simples bastoncitos. Sus amigos animales sirven de mensajeros y de medios de transporte. Ciertas leyendas dicen que aprendió a hablarles. Otras cuentan las aventuras que tuvo con demonios y monstruos, sus combates de sumo con osos o la ayuda que aportaba a los leñadores.
Una vez adulto cambia su nombre por el nombre de Sakata no Kintoki. Conoce al samurái Minamoto no Yormitsu cuando este pasa por el monte Kintoki. Yorimitsu, impresionado por su fuerza, lo toma entonces como criado, en su residencia de Kioto. Kintarō aprende allí las artes marciales y se convierte más tarde en jefe de los Shi Tenno de Yorimitsu, ganando fama por su fuerza y su conocimiento de las artes marciales. Vuelve a buscar a su madre (en las leyendas en las que está todavía viva) y la lleva a vivir a Kioto.

## Kintarō en el Japón moderno
Kintarō es una figura muy popular en Japón, su imagen está presente en casi todas partes, desde estatuas hasta libros de cuentos, anime y manga. Como ejemplo de esto es el personaje Gintoki Sakata (protagonista de la serie manga-anime Gintama) quien fue inspirado en la leyenda como samurai para crear a este personaje en manga, pero versión plata y no oro.
Los caramelos Kintaro existen desde el período Edo: su rostro aparece en la sección circular de cualquier punto donde se corte a este caramelo cilíndrico.
Existe un santuario dedicado a Kintarō a los pies del monte Kintoki, en la región de Hakone, cerca de Tokio. Cerca de allí se encuentra una gran roca que, según se dice, Kintarō mismo partió por la mitad.